# Parc national de Hetman
Le parc national de Hetman (en ukrainien : Гетьманський національний природний парк) est un parc national d'Ukraine situé au nord de Kiev dans l'oblast de Soumy. Il a été fondé le 27 avril 2009 sur les plaines inondables et les terrasses de la rive droite de la rivière Vorskla. Le parc national a une superficie de 23 360,1 hectares.

## Géographie
La géographie du parc est principalement arrosée par la Vorskla. Le parc commence à la frontière avec la Russie alors que la rivière Vorskla coule vers l’ouest et le sud, et suit la rivière sur les 122 km de sa longueur à travers l’oblast de Soumy. Il y a quelques courtes interruptions entre les secteurs pour les routes ou les villages bâtis. Le site est principalement plat, avec quelques collines et ravins.
La vallée de la rivière abrite des zones humides inondables, des falaises et des communautés florales forêts-steppes. Les arbres de la forêt sont principalement des chênes, des tilleuls, des frênes, des trembles, des saules, des cerisiers, des pins et des bouleaux.
Des sentiers de randonnée et des sentiers d’excursions écologiques guidées sont disponibles, ainsi que des itinéraires de kayak sur la rivière. 

## Galerie d'images

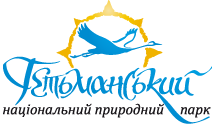
Logo du parc
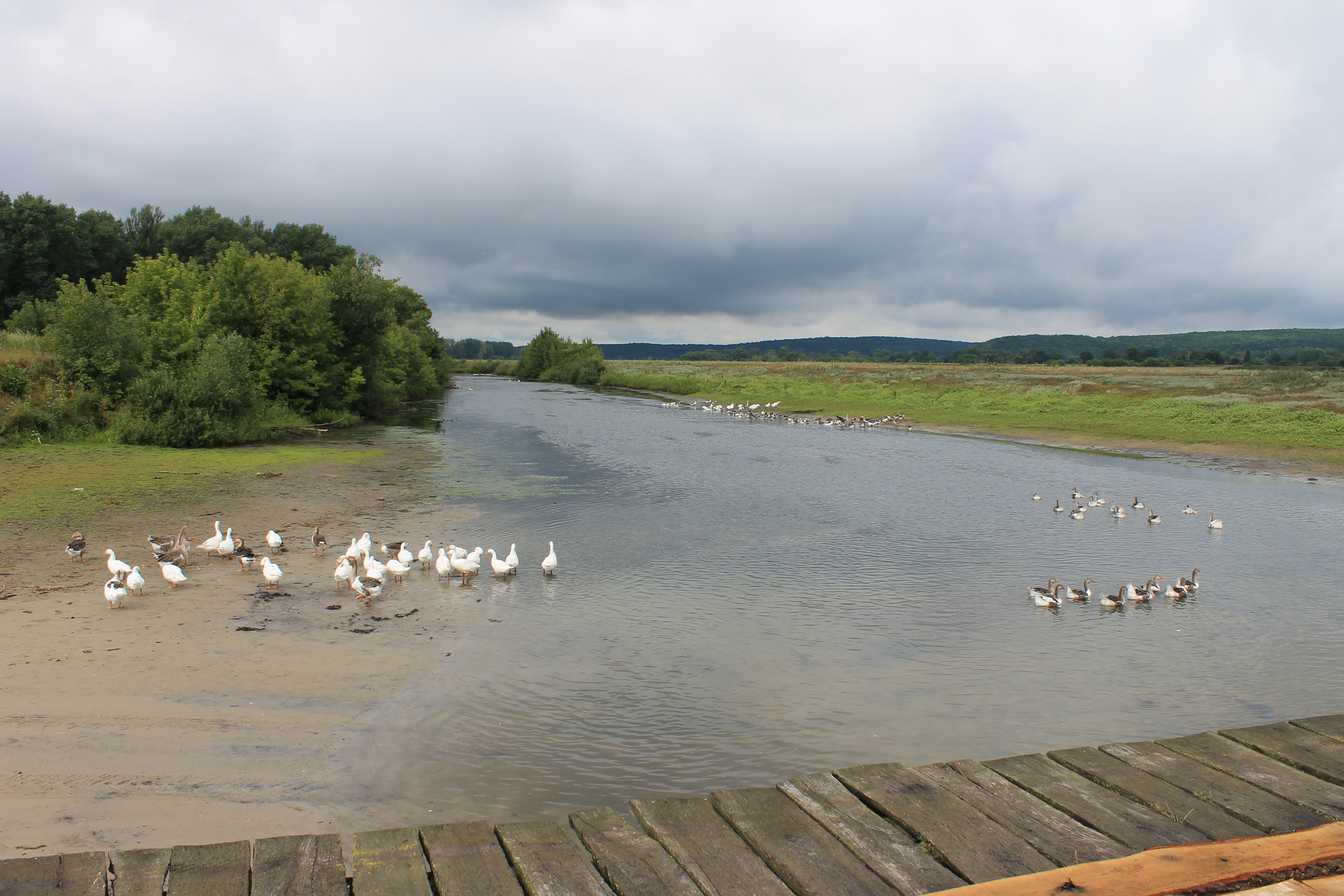
La réserve de Bakiriskiy réserve naturelle[5].
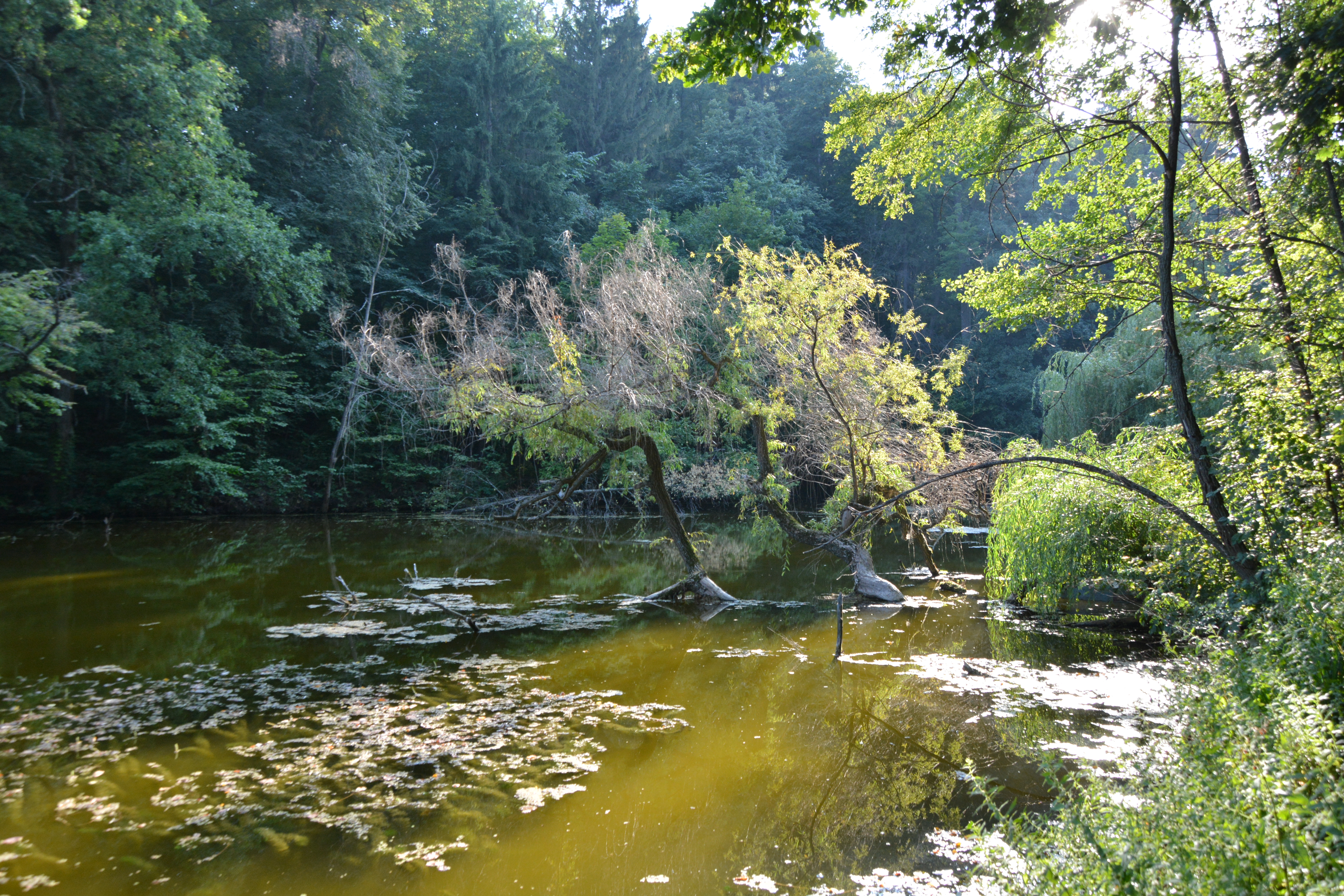
Nekroutnoe réserve naturelle[6].
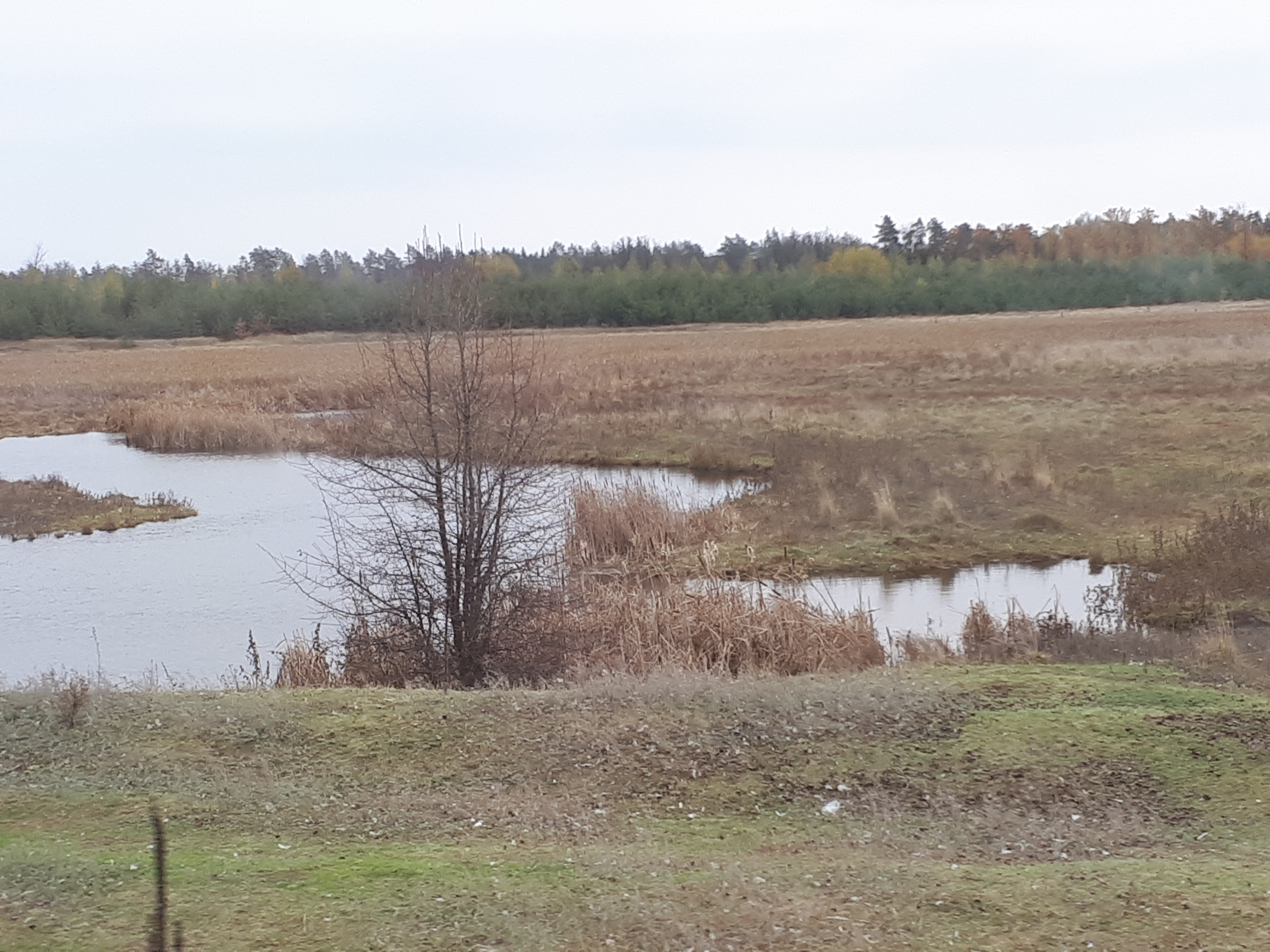
La réserve de Yamnyi.
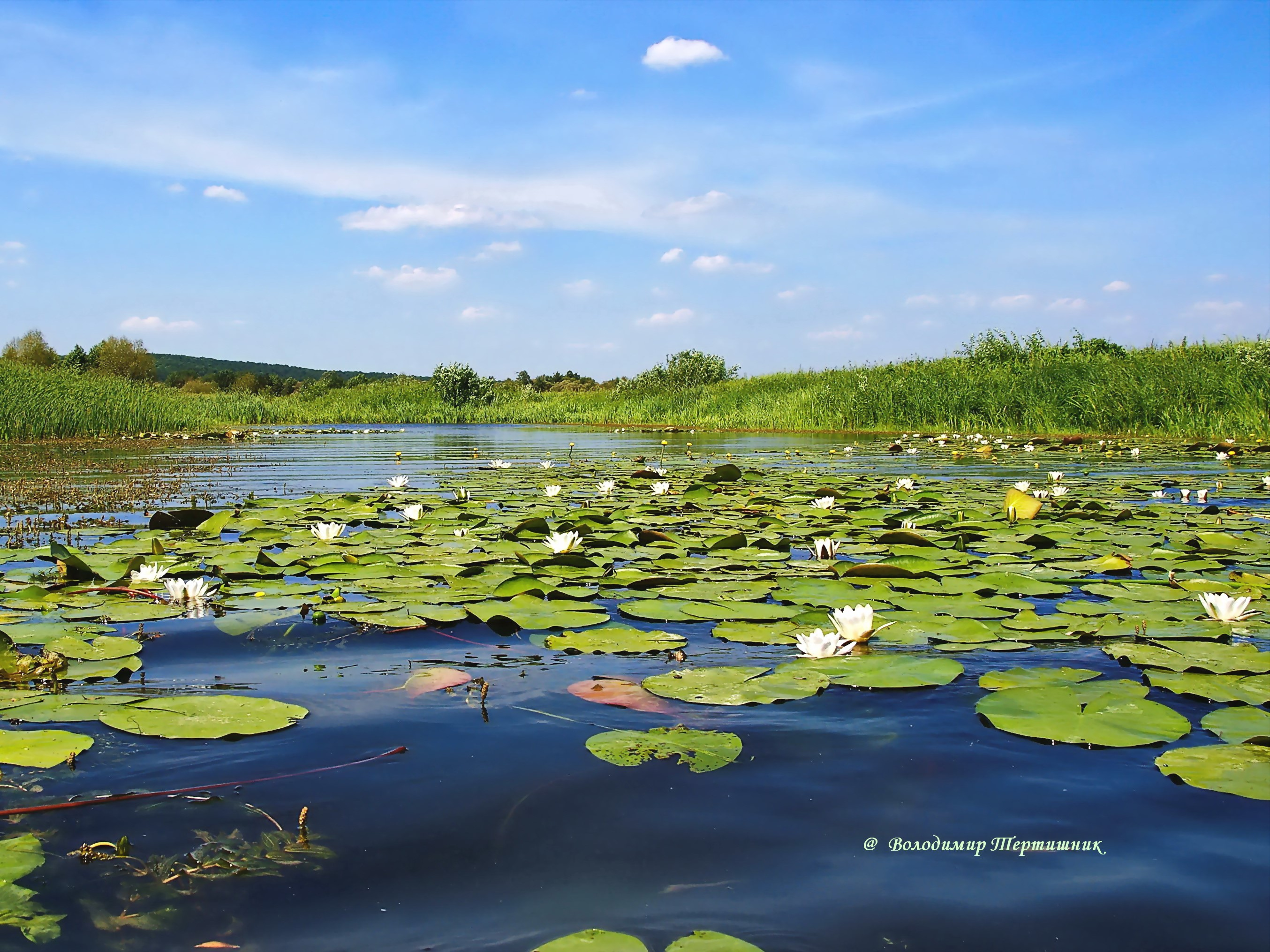
Flore.

## Liens

### Internes
- Liste des parcs nationaux de l'Ukraine.

### Externes
- (uk + en) Site officiel